# Carl Riise
Carl Johan Olov Riise, född 4 augusti 1920 i Stockholm, död 16 december 2016 i Helsingborg, var en svensk målare och tecknare
Riise studerade vid Konsthögskolan i Stockholm 1939–1946 med avbrott för beredskapstjänst under andra världskriget. Därefter for han på studieresor till Bornholm, Christiansö och Cadaqués i Spanien samt som Ester Lindahls stipendiat till Frankrike och Marocko. Separat debuterade han med en utställning på Lilla galleriet i Stockholm 1949 och tillsammans med Lars-Erik Husberg och Fritz Sjöström ställde han ut på  Lilla galleriet 1955 och tillsammans med Bengt Hamrén och Tore Wideryd på Skövde konsthall 1957. Under en följd av år medverkade han i Nationalmuseums utställning Unga tecknare och han medverkade i utställningarna Naket på Konstnärshuset, Svenska akvareller 1925–1947 på Konstakademien och i en grupputställning med svenska konstnärer i Frankfurt am Main. Han medverkade i samlingsutställningar arrangerade av Sveriges allmänna konstförening, Riksförbundet för bildande konst och folkrörelsernas konstfrämjande. Han var tillförordnad facklärare i figurteckning vid Högre konstindustriella skolan 1951–1952 och timlärare vid Konstfackskolan 1952–1953, samt därefter lärare i färg och form på Konstfackskolan fram till 1985. 1954 vikarierade han för Bror Hjorth som lärare i teckning vid Konsthögskolan. Han startade tillsammans med Uppsalastudenternas kursverksamhet Uppsala målarskola 1957. Hans konst består av självporträtt, abstrakta landskap, kubistiska motiv och stilleben utförda i olja eller akvarell. Riise finns representerad vid Gustav VI Adolfs samlingar, Moderna museet, Nationalmuseum, Nyköpings konstmuseum, Musée des Beaux-Arts i Pau och Institut Tessin i Paris. Han är begravd på Djursholms begravningsplats.